# American Journal of Therapeutics
Das American Journal of Therapeutics, abgekürzt Am. J. Ther., ist eine wissenschaftliche Fachzeitschrift, die vom Lippincott Williams & Wilkins-Verlag veröffentlicht wird. Die Zeitschrift erscheint derzeit mit sechs Ausgaben im Jahr. Es werden Arbeiten veröffentlicht, die praktizierenden Ärzten die aktuellen pharmakologischen Entwicklungen vermitteln.
Der Impact Factor lag im Jahr 2014 bei 1,129. Nach der Statistik des ISI Web of Knowledge wird das Journal mit diesem Impact Factor in der Kategorie Pharmakologie und Pharmazie an 209. Stelle von 254 Zeitschriften geführt.